# Onderhoudsgeld
Het Belgische burgerlijk wetboek voorziet in een reeks gevallen waarin een persoon verplicht kan worden aan een andere onderhoudsgeld te betalen: ouders aan hun kinderen of omgekeerd; grootouders aan hun kleinkinderen of omgekeerd; echtgenoten onderling; na echtscheiding de echtgenoot die schuldig is verklaard aan de echtscheiding aan de onschuldige; de vermoedelijke vader aan zijn natuurlijk kind.
Het onderhoudsgeld dient om de behoeftige van een minimale levensstandaard te laten genieten, die hij zelf door omstandigheden niet kan bereiken (bijvoorbeeld door ziekte, ouderdom, te gering eigen inkomen). Bij echtgenoten gaat de verplichting echter verder en moet het onderhoudsgeld de gerechtigde in staat stellen een gelijkwaardige levensstandaard te bereiken als tijdens het samenleven met de schuldenaar.
Kinderen hebben ook recht op een onderhoudsbijdrage in verhouding tot de levensstandaard van de beide ouders. De meeste onderhoudsvorderingen worden gebracht voor de vrederechter. De rechtbank van eerste aanleg kan over onderhoudsgeld slechts terloops uitspraak doen in het kader van een echtscheidingsprocedure, en een jeugdrechter kan dat slechts als de onderhoudsvordering afhangt van een vordering over het verblijf van het kind.
De hoogte van het onderhoudsgeld hangt af van de financiële toestand van de schuldenaar en zijn mogelijkheden om zelf een inkomen te verwerven enerzijds, en van de financiële draagkracht van de schuldenaar anderzijds (wie zelf niet voldoende bezit, kan niet veroordeeld worden om aan een ander onderhoudsgeld te betalen).
Voor Nederland: zie alimentatie.